# 福よせ雛
福よせ雛（ひな）は、雛人形を新しい形でよみがえらせる展示会の名称。

## 概要・特色
家庭での役割を終えた雛人形に「第二の人生」をテーマに新たな命を吹き込み、「笑顔と福を呼ぶ」という趣旨。雛人形にポーズをつけ、小道具を持たせて、日常生活のさまざまなシーンを愛嬌たっぷりに表現する。コミカルかつ独創的な姿がSNSや海外でも話題となっている。
名古屋市在住の主婦・吉野孝子が発案し、主婦9人のグループでプロジェクトをはじめた。2010年、名古屋市東区の文化のみち二葉館での展示を皮切りに、やがて地域おこしの一助にと各地で開催されるようになり、2022年までに国内外の30以上の会場で展示されるようになった。開催地の一つである鳥取県日野町では、雛人形に住民票を発行した結果、町人口を超える約3500体が“移住”するなど注目を集めている。